# Harald Gutschow

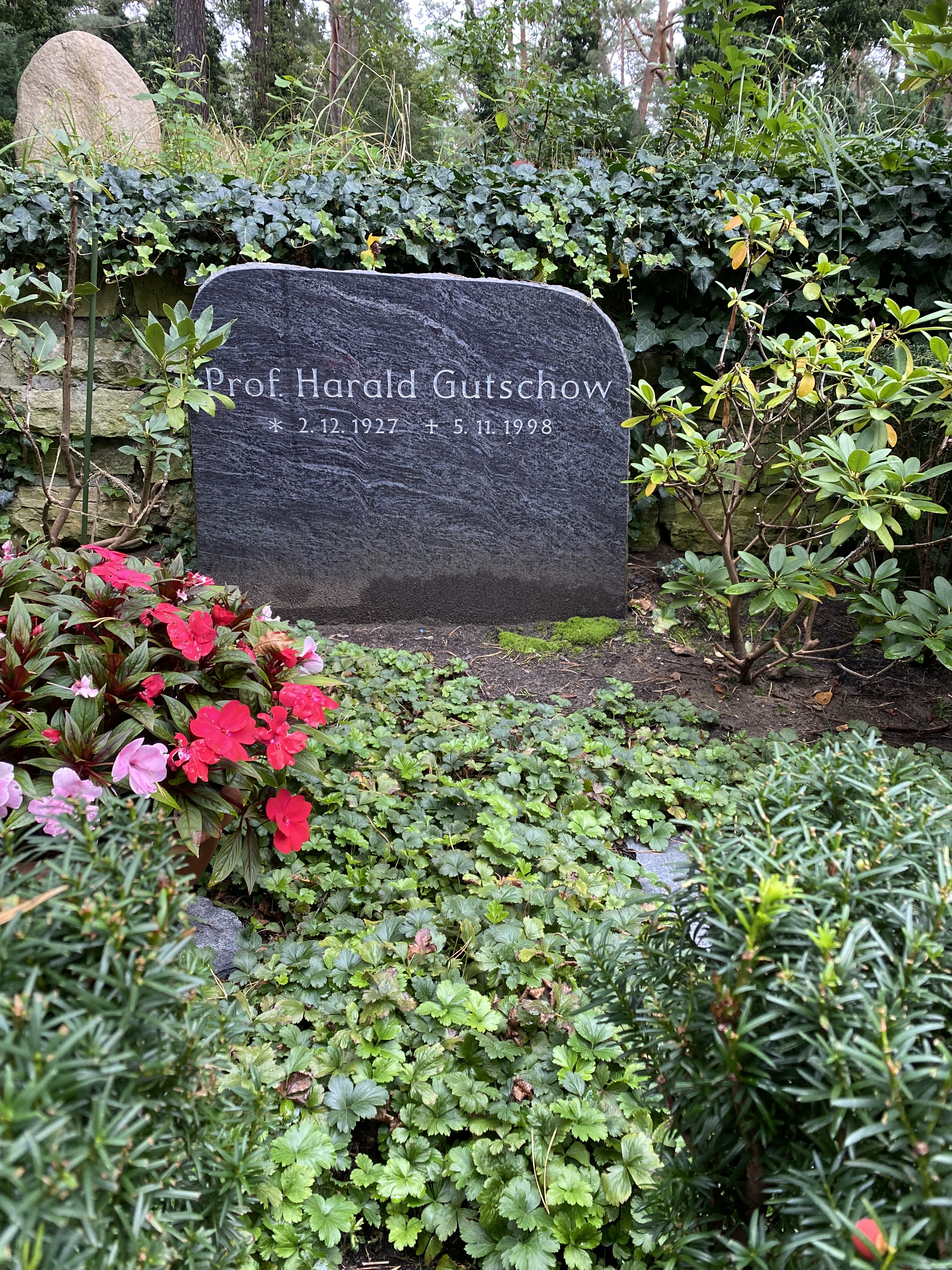
Grabstätte im Feld 010-301

Harald Gutschow (* 2. Dezember 1927; † 5. November 1998) war von 1971 bis 1980 Professor für Didaktik der englischen Sprache und Literatur an der Pädagogischen Hochschule Berlin, von 1980 bis 1985 an der Freien Universität Berlin.

## Leben und Werk
Im Gefolge des „Hamburger Abkommens zur Vereinheitlichung auf dem Gebiet des Schulwesens“ von 1964, das den „Englischunterricht für alle“ obligatorisch machte, entwickelte Gutschow eine schulartspezifische Methodik für den Englischunterricht an Volks- bzw. Hauptschulen, die er in Büchern und Aufsätzen sowie in der von ihm mitbegründeten und herausgegebenen Zeitschrift Englisch (bei Cornelsen) propagierte. Diese methodischen Prinzipien, die auch für den Englischunterricht an anderen Schularten als wegweisend anerkannt wurden, setzte er in dem ersten Lehrwerk für Englisch an Hauptschulen, English H, sowie in den dazugehörigen Lehrerhandbüchern (ebenfalls bei Cornelsen) auch praktisch um.
Harald Gutschow starb 1998 im Alter von 70 Jahren. Sein Grab befindet sich auf dem Waldfriedhof Dahlem in Berlin.

## Buchveröffentlichungen
- Englisch an Volksschulen. Berlin: Cornelsen, 1964
- Englisch an Hauptschulen. Berlin: Cornelsen, 1967 (8. Aufl. 1973)
- Leistungsdifferenzierung im Englischunterricht der Hauptschule. Berlin: Cornelsen, 1968.
- Systematisches Üben im Englischunterricht der Hauptschule : Wortschatz, Grammatik, Aussprache. Lütjensee : Albrecht, 1970.
- (Hg.) Englisch-Reprints. Ausgewählte Aufsätze aus den ersten fünf Jahrgängen der Zeitschrift Englisch : 1966 – 1970. Berlin: Cornelsen, 1971.
- (Hg.) Englisch-Reprints. Ausgewählte Aufsätze aus den Jahrgängen 1971 – 1975 der Zeitschrift Englisch. Berlin: Cornelsen, 1976.
- (Hg.) Englisch. Didaktik – Methodik – Sprache – Landeskunde'. Berlin: Cornelsen, 1974.
- Eine Methodik des elementaren Englischunterrichts. Probleme und Arbeitsformen Berlin: Cornelsen, 1978
- Englisch an der Tafel. Anregungen zum Tafelzeichnen. Berlin : Cornelsen, 1980
- Englischunterricht. Sprache : 5 – 10. München: Urban und Schwarzenberg, 1981

## Festschrift
- Harks-Hanke, Ingrid & Zydatiß, Wolfgang (Hg.): 1945 - 1985. Vierzig Jahre Englischunterricht für alle. Festschrift für Harald Gutschow. Berlin: Cornelsen, 1986